# Thunbergia erythreae
Thunbergia erythreae är en akantusväxtart som beskrevs av Georg August Schweinfurth och Gustav Lindau. Thunbergia erythreae ingår i släktet thunbergior, och familjen akantusväxter. Inga underarter finns listade i Catalogue of Life.